# Kassius Nelson
Kassius Hope A. Nelson (nacida el 24 de junio de 1997) es una actriz y dramaturga inglesa. Ganó dos premios British Soap por su papel en Hollyoaks (2015-2017) en Channel 4. Desde entonces ha aparecido en las series de Netflix White Lines (2020) y Dead Boy Detectives (2024), y en la película Pirates (2021).

## Primeros años
Nelson nació en Islington, al norte de Londres. Era estudiante de artes escénicas en City and Islington Sixth Form College . 

## Carrera
Nelson apareció por primera vez en la pantalla en la película independiente Lone Rivers. Tenía 18 años cuando hizo su debut televisivo en 2015 y comenzó a interpretar a Jade Albright en la telenovela Hollyoaks de Channel 4. Ella y Richard Linnell ganaron el premio a la Mejor Camaradería en Pantalla y Escena del Año en los British Soap Awards de 2017.
Con Islington Community Theatre y la compañía de teatro benéfica Company Three, Nelson ayudó a realizar varias producciones, incluida Brainstorm en el National Theatre. En 2018, Nelson escribió y codirigió Moon-stained en el festival Gerry's Stronger Than Fear.
Nelson se unió al elenco recurrente de la adaptación de Netflix de Una serie de eventos desafortunados para su tercera y última temporada como Fiona Widdershins.  Luego interpretó una versión más joven del personaje de Angela Griffin, Anna Connor, en White Lines el año siguiente, también en Netflix.
En 2021, Nelson hizo su debut cinematográfico cuando apareció en Last Night in Sohode Edgar Wright y protagonizó Pirates de Reggie Yates. Fue elegida como Crystal Palace en la serie DC Universe Dead Boy Detectives, también en Netflix, asumiendo el papel de Madalyn Horcher de Doom Patrol.

## Filmografía

### Cine
| Año  | Título             | Role   | Notas        |
| ---- | ------------------ | ------ | ------------ |
| 2013 | Lone Rivers        | Brezo  |              |
| 2015 | Out of Body        | Eimar  | Cortometraje |
| 2019 | Bush               | Frida  | Cortometraje |
| 2021 | Last Night in Soho | Cami   |              |
| 2021 | Pirates            | Sophie |              |
| 2022 | Re-Live            | Amy    | Cortometraje |

### Televisión
| Año       | Título                         | Role              | Notas             |
| --------- | ------------------------------ | ----------------- | ----------------- |
| 2015-2017 | Hollyoaks                      | Jade Albright     | 106 episodios     |
| 2017      | Casualty                       | Chloé Robinson    | Episodio: "Uno"   |
| 2019      | A Series of Unfortunate Events | Fiona Widdershins | 3 episodios       |
| 2020      | White Lines                    | Joven anna        | 9 episodios       |
| 2024      | Dead Boy Detectives            | Crystal Palace    | Reparto principal |

## Teatro
| Año       | Título                  | Role     | Notas                               |
| --------- | ----------------------- | -------- | ----------------------------------- |
| 2012      | In All the Minutes Ever | Brianna  | The Platform                        |
| 2013      | Mostly Like Blue        |          | Teatro Rosemary Branch, Londres     |
| 2014      | Astronauts              |          | The Platform                        |
| 2014      | Housed                  | Haringey | Old Vic, Londres                    |
| 2015-2016 | Brainstorm              | Varios   | Park Theatre y National Theatre     |
| 2018      | Moon-stained            |          | Escritora, directora Gerry's Studio |

## Premios y nominaciones
| Año  | Premio              | Categoría                   | Obra      | Resultado | Ref.   |
| ---- | ------------------- | --------------------------- | --------- | --------- | ------ |
| 2017 | British Soap Awards | Mejor Camaradería en escena | Hollyoaks | Ganadora  | [ 10 ] |
| 2017 | British Soap Awards | Escena del Año              | Hollyoaks | Ganadora  | [ 10 ] |
| 2017 | Inside Soap Awards  | Mejor salida                | Hollyoaks | Ganadora  |        |